# Simona Mușat-Strimbeschi
Simona Dumitrița Mușat-Strimbeschi (nacida Simona Dumitrița Mușat, Botoșani, 16 de septiembre de 1981) es una deportista rumana que compitió en remo.
Participó en dos Juegos Olímpicos de Verano, obteniendo una medalla de bronce en Pekín 2008, en la prueba de ocho con timonel, y quinto lugar en Atenas 2004, en doble scull.
Ganó dos medallas de plata en el Campeonato Mundial de Remo, en los años 2005 y 2007, y dos medallas de oro en el Campeonato Europeo de Remo, en los años 2007 y 2008.

## Palmarés internacional
| Juegos Olímpicos   | Juegos Olímpicos  | Juegos Olímpicos  | Juegos Olímpicos |
| Año                | Lugar             | Medalla           | Prueba           |
| ------------------ | ----------------- | ----------------- | ---------------- |
| 2008               | Pekín (China)     | Medalla de bronce | Ocho con timonel |
| Campeonato Mundial |                   |                   |                  |
| Año                | Lugar             | Medalla           | Prueba           |
| 2005               | Kaizu (Japón)     | Medalla de plata  | Ocho con timonel |
| 2007               | Múnich (Alemania) | Medalla de plata  | Ocho con timonel |
| Campeonato Europeo |                   |                   |                  |
| Año                | Lugar             | Medalla           | Prueba           |
| 2007               | Poznań (Polonia)  | Medalla de oro    | Ocho con timonel |
| 2008               | Maratón (Grecia)  | Medalla de oro    | Ocho con timonel |